# Discografie van Clouseau
Hieronder volgt de discografie van de Belgische popgroep Clouseau.

## Studioalbums

### Hoezo?(1989)
1. Brandweer
2. Ze zit
3. Louise
4. Daar gaat ze
5. Alleen met jou
6. Dansen
7. Anne
8. Verlangen
9. Fiets
10. Kamerplant
11. Zij is van mij
12. Gefluister en geschreeuw
13. Wil niet dat je weggaat

### Of zo... (1990)
1. Heel alleen
2. Langzaam mijn hoofd
3. Ik wil vannacht bij je slapen
4. Als je lacht
5. Zo gek
6. Hier ben ik
7. Domino
8. Alleen bij haar
9. Oh ja
10. Te laat
11. Zo zonder jou
12. Naar huis

### Close Encounters (1991)
1. She's After Me
2. That's Alright
3. Close Encounters
4. Louise
5. With A Woman Like You
6. When You Smile
7. Give It Up
8. One Last Night
9. Nathalie
10. Anna
11. She's All Mine
12. Heaven

### Doorgaan (tot je niet meer op je benen kan staan) (1992)
1. Vanavond ga ik uit
2. Ben je daar vannacht
3. Jij staat alleen
4. Als je me wil
5. Verlangen
6. Zo zalig
7. Altijd heb ik je lief
8. Alarm
9. Wat zal ik voor je doen
10. Afscheid van een vriend
11. Mysterie alom
12. Er kan nog iemand mee
13. Regenlied
14. Een huis vol liefde

### In Every Small Town (1993)
1. Live Like Kings
2. Take Me Down
3. Piece Of Candy
4. Take It To Your Heart
5. Promise Land
6. Caroline
7. Ooh Yeah
8. Worship
9. Every Single Time
10. Heart Of The Matter
11. One Night Stand
12. I Live In Memories

### Oker (1995)
1. Cara Lucia
2. Voorbij
3. Oker
4. Laat me nu toch niet alleen
5. Keer op keer
6. Waterdrager
7. Zie me graag
8. Passie
9. 1 miljoen vlinders
10. Hoog in de heldere lucht
11. 1 grote liefde
12. Brommer
13. Swentibold
14. Zij houdt van vrijen

### Adrenaline (1996)
1. Alleen
2. Dat ze de mooiste is
3. Nobelprijs
4. Adrenaline
5. Kom naar jou
6. Samen
7. Bedrog
8. Handenklap voetenstap
9. Ik vind je wel heel lief
10. Als jij het wil
11. Dat ik verliefd ben
12. Vanavond ben ik Bob
13. Voor je 't weet
14. Je bent niets
15. De nacht duurt nog lang

### In stereo (1999)
1. Altijd meer en meer
2. Hoe lang nog?
3. Heb ik ooit gezegd
4. Blijf bij mij
5. Ik, jij, hij of zij
6. Wat ik voor je voel
7. Eenzaam hart
8. Hoeveel is te veel?
9. Iemand zoals jij
10. Niets meer
11. Zij kan me troosten
12. Voltooid verleden
13. Witte
14. Zo mooi

### En dans (2001)

#### Cd 1
1. Bergen en ravijnen
2. Ik geef me over
3. Brandend avontuur
4. En dans
5. Liefde is weerloos
6. Toen tussen jou en mij
7. Nieuwe start
8. Vroeger is voorbij
9. Mooi
10. ’t Is voor jou dat ik leef
11. De duivel je vriend
12. Kom dichterbij me
13. Ziek van liefde

#### Cd 2
1. Ik geef me over (akoestisch)
2. En dans (akoestisch)
3. Toen tussen jou en mij (akoestisch)
4. Liefde is weerloos (akoestisch)

### Vanbinnen (2004)
1. Hier bij jou
2. Vanbinnen
3. Doolhof
4. De perfectie
5. Ik denk aan jou
6. Shaken & grooven
7. Wat wil je dat ik doe
8. Over morgen
9. Alleen zij en ik
10. Niet voor niets
11. Eeuwigheid
12. Ik volg m'n hart
13. Sterven op de planken

### Vonken & vuur (2007)
1. Oogcontact
2. De tegenpartij
3. Vonken & vuur
4. Casanova (Wen er maar aan)
5. Onvolmaakt
6. Erop los
7. Hoe lang
8. Houvast
9. Voltooid verleden tijd
10. De ware
11. Dansvloertherapie
12. Alles draait
13. Vaarwel

### Zij aan zij (2009)
1. De juiste vergissing
2. Leve België
3. Zij aan zij
4. Drempelvrees
5. Als er ooit iets fout zou gaan
6. Doe het
7. Waar op deze wereld
8. Heimwee
9. Niemands vrouw
10. Ik geloof
11. Zingen en niet zeuren
12. Zolang ze van me houdt

### Clouseau (2013)
1. Ziel
2. 88
3. Vliegtuig
4. Verdwijnen met jou
5. Zonde van de tijd
6. Als we dood zijn
7. Kan het niet alleen
8. Kom maar op
9. Hij ziet je niet (zoals ik je zie)
10. Wat heb ik gedaan
11. Laatste keer
12. Vrijer dan de wind
13. Je hebt een ander
14. Onvoorwaardelijk wij

### Clouseau danst (2016)
1. Honger
2. Geluk
3. Droomscenario
4. Proefcontract
5. Lustobject
6. Vogel voor de kat
7. De wereld is van mij
8. Zin om te bewegen
9. Wispelturig (feat. Slongs Dievanongs)
10. Adem
11. Ik ben niet van jou
12. Tijd om te leven

### Tweesprong (2019)
1. Wereld die nooit vergaat
2. Tweesprong
3. De tijd zal nog wel komen
4. Tijdmachine
5. Dagen zonder zon
6. California
7. Nog niets gezien
8. Nu ik jou voor mij zie staan
9. Je hoort bij mij
10. Zuurstof
11. Tijd om te gaan
12. Vandaag
13. Heel mijn hart
14. Als jij straks gelukkig bent

### Jonge wolven (2022)
1. Vage herinnering
2. Stil
3. Eén keer in een leven
4. Storm
5. Alles wat we samen doen
6. Nu gaat het gebeuren
7. Zij is mijn waarheid
8. Het laatste dat ik doe
9. Armen wijd open
10. Over
11. Wakker
12. Het einde is nabij

## Livealbums

### Live in concert (1990)
1. Gefluister en geschreeuw
2. Louise
3. Anne
4. Kronenburg Park
5. Meisjes
6. Dansen
7. Daar gaat ze
8. Wil niet dat je weggaat
9. Heel alleen
10. Domino

### Live '91 (1991)
1. Heel alleen
2. Louise
3. Alleen bij haar
4. Anne
5. Ik wil vannacht bij je slapen
6. Als je lacht
7. Oh ja
8. Gefluister en geschreeuw
9. Wil niet dat je weggaat
10. Daar gaat ze
11. Zij is van mij
12. Naar huis
13. Dansen
14. Domino
15. Geef het op

### Live (2000)

#### Cd 1
1. Blijf bij mij
2. Nobelprijs
3. Altijd meer en meer
4. Voorbij
5. Wil niet dat je weggaat
6. Dat ze de mooiste is
7. Cara Lucia
8. Medley (Alleen bij haar, Ze zit, Alleen met jou, Domino, Zie me graag, Swentibold, Anne)
9. Keer op keer
10. Ik, jij, hij of zij
11. Oh ja
12. Heb ik ooit gezegd

#### Cd 2 / Cd-rom
1. Weather With You
2. Iemand zoals jij (video)
3. Daar gaat ze (video)
4. Laat me nu toch niet alleen (video)

### Live (2000)
1. Blijf bij mij
2. Iemand zoals jij
3. Nobelprijs
4. Daar gaat ze
5. Hoeveel is teveel
6. Altijd meer en meer
7. Voorbij
8. Wil niet dat je weggaat
9. Dat ze de mooiste is
10. Laat me nu toch niet alleen
11. Louise
12. Cara Lucia
13. Medley (Alleen bij haar, Ze zit, Alleen met jou, Domino, Zie me graag, Swentibold, Anne)
14. Keer op keer
15. Ik, jij, hij Of zij
16. Oh ja
17. Heb ik ooit gezegd

### Live in het Sportpaleis (2002)
1. Swentibold
2. Ben je daar vannacht
3. Ik geef me over
4. Dansen
5. Passie
6. Zie me graag
7. Altijd heb ik je lief
8. Oh ja
9. Louise
10. Mary-Lou
11. Ik, jij, hij of zij
12. Liefde is weerloos
13. Verlangen
14. Laat me nu toch niet alleen
15. Dat ze de mooiste is
16. Afscheid van een vriend
17. Voorbij
18. Domino
19. Cara Lucia
20. Altijd meer en meer
21. En dans
22. Daar gaat ze
23. Geef het op
24. Nobelprijs

### In 't lang (2006)

#### Cd 1
1. Intro
2. En dans
3. Shaken en grooven
4. Keer op keer
5. Ik denk aan jou
6. De perfectie
7. Ik zie de hemel
8. Weg van jou
9. Als je lacht
10. Dansen
11. Zij is van mij
12. Daar gaat ze

#### Cd 2
1. Verlangen
2. Blijf bij mij
3. Swentibold
4. Ik, jij, hij of zij
5. Eeuwigheid
6. Wat wil je dat ik doe
7. Afscheid van een vriend
8. Vroeger is voorbij
9. Voorstelling band
10. Anne
11. Vanbinnen
12. Hier bij jou
13. Domino

### In 't dubbel (2006)
1. Vanbinnen
2. Louise
3. Weg van jou
4. Altijd meer en meer
5. Ik geef me over
6. Ik denk aan jou
7. Wil niet dat je weggaat
8. Brandweer
9. Anne / Zij is van mij
10. Oker
11. Oh ja
12. Ik, jij, hij of zij
13. Dansen

### De laatste ronde (2010)
1. Hier bij jou
2. Swentibold
3. Brandweer
4. Verlangen
5. Afscheid van een vriend
6. Killertip
7. Dansen
8. Oogcontact
9. En dans
10. Daar gaat ze
11. Fiets
12. Ik denk aan jou
13. De perfectie
14. Louise
15. Vonken & vuur
16. De tegenpartij

### 10X10 (2010)
1. Zingen en niet zeuren
2. Swentibold / Zij is van mij / Vanavond ga ik uit
3. De juiste vergissing
4. Zij aan zij
5. Als er ooit iets fout zou gaan
6. Nobelprijs
7. Heimwee
8. Ik geloof
9. Oogcontact
10. Shaken & grooven
11. En dans
12. Vanbinnen
13. Doe het
14. Zolang ze van me houdt
15. Heb ik ooit gezegd
16. Daar gaat ze
17. Verlangen
18. Louise
19. Leve België
20. Vonken & vuur
21. De tegenpartij
22. Wil niet dat je weggaat

### Clouseau centraal (2014)
1. Intro / En dans
2. Ziel
3. Verdwijnen met jou
4. Kan het niet alleen
5. Fiets / Brommer
6. Voorbij
7. Altijd heb ik je lief
8. Dansen
9. De perfectie
10. Louise
11. Domino
12. Wat een leven
13. Oogcontact
14. Vanbinnen
15. Vonken & vuur
16. De tegenpartij

## Compilatiealbums

### Het beste van Clouseau (1993)
1. Brandweer
2. September
3. Alleen met jou
4. Mary-Lou
5. De belastingcontroleur
6. Verlangen
7. Anne
8. Daar gaat ze
9. Louise
10. Dansen
11. Wil niet dat je weggaat
12. Zij is van mij
13. Gefluister en geschreeuw
14. Domino
15. Oh ja
16. Ik wil vannacht bij je slapen

### 87 * 97 (1997)

#### Cd 1
1. Brandweer
2. Alleen met jou
3. Anne
4. Daar gaat ze
5. Louise
6. Fiets
7. Domino
8. Wil niet dat je weggaat
9. Geef het op
10. When You Smile
11. Vanavond ga ik uit
12. Ben je daar vannacht
13. Altijd heb ik je lief
14. Afscheid van een vriend
15. Een huis vol liefde
16. In vuur en vlam
17. Take Me Down

#### Cd 2
1. Worship
2. Piece Of Candy
3. Take It To Your Heart
4. Laat me nu toch niet alleen
5. Voorbij
6. Passie
7. Zie me graag
8. Cara Lucia
9. Oker
10. Brommer
11. Nobelprijs
12. Dat ze de mooiste is
13. Samen
14. Kom naar jou
15. Oh ja
16. Door de muur

### Originele hits (2000)
1. Domino
2. Laat me nu toch niet alleen
3. Cara Lucia
4. Anne
5. Geef het op
6. Ben je daar vannacht
7. Swentibold
8. Altijd meer en meer
9. Dat ze de mooiste is
10. Passie
11. Heb ik ooit gezegd
12. Afscheid van een vriend
13. Wil niet dat je weggaat

### Ballades (2001)
1. Altijd heb ik je lief
2. Passie
3. Wil niet dat je weggaat
4. Als je me wil
5. Samen
6. Daar gaat ze
7. Nobelprijs
8. Afscheid van een vriend
9. Heb ik ooit gezegd
10. Oker
11. Domino
12. Niets meer
13. Een huis vol liefde
14. Laat me nu toch niet alleen
15. Jij staat alleen
16. Je bent niets
17. Sluit mij in je hart
18. Onvergetelijke nacht

### Essential (2003)
1. Domino
2. Laat me nu toch niet alleen
3. Cara Lucia
4. Anne
5. Geef het op
6. Ben je daar vannacht
7. Swentibold
8. Altijd meer en meer
9. Dat ze de mooiste is
10. Passie
11. Heb ik ooit gezegd
12. Afscheid van een vriend
13. Wil niet dat je weggaat

### Clouseau 20 (2007)

#### Cd 1
1. Brandweer
2. Alleen met jou
3. Anne
4. Daar gaat ze
5. Dansen
6. Louise
7. Zij is van mij
8. Domino
9. Geef het op
10. Vanavond ga ik uit
11. Altijd heb ik je lief
12. Afscheid van een vriend
13. Take Me Down
14. Worship
15. Laat me nu toch niet alleen
16. Passie
17. Zie me graag
18. Oker

#### Cd 2
1. Swentibold
2. Nobelprijs
3. Dat ze de mooiste is
4. Heb ik ooit gezegd
5. Ik, jij, hij of zij
6. Altijd meer en meer
7. Wil niet dat je weggaat
8. Ik geef me over
9. En dans
10. Brandend avontuur
11. Bergen en ravijnen
12. Vanbinnen
13. Ik denk aan jou
14. Hier bij jou
15. Vonken & vuur
16. De tegenpartij
17. Oogcontact
18. Casanova (Wen er maar aan)

#### Dvd
1. Casanova (Wen er maar aan)
2. De tegenpartij
3. Vonken & vuur
4. Ik zie de hemel
5. Hier bij jou
6. Ik denk aan jou
7. Vanbinnen
8. Brandend avontuur
9. En dans
10. Ik geef me over
11. Heb ik ooit gezegd
12. Take Me Down
13. Live Like Kings
14. Anna
15. Close Encounters
16. De perfectie
17. Als je lacht
18. Oh ja
19. Verlangen

### 97 * 07 (2007)
1. Heb ik ooit gezegd
2. Ik, jij, hij of zij
3. Altijd meer en meer
4. Ik geef me over
5. En dans
6. Brandend avontuur
7. Bergen en ravijnen
8. Vanbinnen
9. Ik denk aan jou
10. Hier bij jou
11. Vonken & vuur
12. De tegenpartij
13. Oogcontact
14. Casanova (Wen er maar aan)

### Ballades (2010)

#### Cd 1
1. Altijd heb ik je lief
2. Ik denk aan jou
3. Daar gaat ze
4. Toen tussen jou en mij
5. Heb ik ooit gezegd
6. Laat me nu toch niet alleen
7. Lied voor jou
8. Nobelprijs
9. Je bent niets
10. Domino
11. Zie me graag
12. Passie
13. De ware
14. 't Is voor jou dat ik leef
15. Afscheid van een vriend
16. Onvergetelijke nacht
17. Liefde is weerloos
18. Houvast
19. Sterven op de planken

#### Cd 2
1. Ik geef me over
2. Over morgen
3. Gek op jou
4. Zij aan zij
5. Casanova (Wen er maar aan)
6. Ik zie de hemel
7. Als er ooit iets fout zou gaan
8. Mooi
9. Wil niet dat je weggaat
10. Als je me wil
11. Niets meer
12. Heel mijn hart
13. Oker
14. Doolhof
15. Sluit mij in je hart
16. Niet voor niets
17. Jij staat alleen
18. Vaarwel

### Essential (2011)
1. Afscheid van een vriend
2. Domino
3. Heb ik ooit gezegd
4. Dat ze de mooiste is
5. Cara Lucia
6. Ben je daar vannacht
7. Brandweer
8. Geef het op
9. Altijd meer en meer
10. Laat me nu toch niet alleen
11. Zie me graag
12. Altijd heb ik je lief
13. Passie
14. Vanavond ga ik uit
15. Swentibold
16. En dans
17. Anne

### Alle 40 Goed (2013)

#### Cd 1
1. En dans
2. Oker
3. Blijf bij mij
4. Vanavond ga ik uit
5. Ik geef me over
6. Bergen en ravijnen
7. Shaken & grooven
8. Ik, jij, hij of zij
9. Brommer
10. Altijd meer en meer
11. Casanova (Wen er maar aan)
12. Voorbij
13. Ben je daar vannacht
14. Hoe lang nog?
15. Cara Lucia
16. Niets meer
17. Zij is van mij
18. Vonken & vuur
19. Zie me graag
20. Nobelprijs

#### Cd 2
1. Afscheid van een vriend
2. Ik denk aan jou
3. Domino
4. Als er ooit iets fout zou gaan
5. Oogcontact
6. Wat een leven
7. Gek op jou
8. Brandend avontuur
9. Dat ze de mooiste is
10. De tegenpartij
11. Lied voor jou
12. Zij aan zij
13. Vanbinnen
14. Leve België
15. Keer op keer
16. Altijd heb ik je lief
17. Geef het op
18. Passie
19. Daar gaat ze
20. Wil niet dat je weggaat

### Clouseau30 (2017)

#### Cd 1
1. Brandweer
2. Mary-Lou
3. Alleen met jou
4. Anne
5. Daar gaat ze
6. Dansen
7. Louise
8. Zij is van mij
9. Domino
10. Geef het op
11. Vanavond ga ik uit
12. Altijd heb ik je lief
13. Afscheid van een vriend
14. Take Me Down
15. Worship
16. Laat me nu toch niet alleen
17. Passie
18. Zie me graag
19. Oker

#### Cd 2
1. Swentibold
2. Nobelprijs
3. Dat ze de mooiste is
4. Heb ik ooit gezegd
5. Ik, jij, hij of zij
6. Altijd meer en meer
7. Wil niet dat je weggaat (Live 10X10)
8. Ik geef me over
9. En dans
10. Brandend avontuur
11. Bergen en ravijnen
12. Vanbinnen
13. De perfectie
14. Ik denk aan jou
15. Hier bij jou
16. Vonken & vuur
17. De tegenpartij
18. Oogcontact
19. Casanova (Wen er maar aan)

#### Cd 3
1. Wat een leven
2. Leve België
3. Zij aan zij
4. Als er ooit iets fout zou gaan
5. De juiste vergissing
6. Gek op jou
7. Vliegtuig
8. Kan het niet alleen
9. Laatste keer
10. Ziel
11. Onvoorwaardelijk wij
12. Zin om te bewegen
13. Droomscenario
14. Vogel voor de kat
15. Tijd om te leven
16. Ik wil je terug (uit Liefde voor muziek)
17. Helemaal alleen (uit Liefde voor muziek)
18. Alles voor mij (uit Liefde voor muziek)

#### Cd 4
1. Fiets
2. Ik wil vannacht bij je slapen
3. When You Smile
4. Ik kan zonder jou
5. Huis vol liefde
6. Cara Lucia
7. Brommer
8. Bedrog
9. In vuur en vlam
10. Kom dichterbij me
11. Louise (Clouseau Zingt 2002)
12. Domino (Clouseau Zingt 2002)
13. Oh ja (Live in het Sportpaleis 2002)
14. Niet voor niets
15. Blijf bij mij (Clouseau in 't Lang 2002)
16. Kristal (demo Kris Wauters)
17. Kan het niet alleen (demo Kris Wauters)
18. Honger
19. Langzaam (uit Liefde voor muziek)

## Instrumentaal

### Kloezak (1991)
1. Brandweer
2. Anne
3. Dansen
4. Fiets
5. Verlangen
6. Wil niet dat je weggaat
7. Alleen met jou
8. Daar gaat ze
9. Zij is van mij

## Singles
| - Brandweer (1987) - Ze zit (1987) - Alleen met jou (1988) - Verlangen (1988, met Ingeborg) - Mary-Lou (1988) - Anne (1989) - Dansen (1989) - Daar gaat ze (1990) - Louise (1990) - Wil niet dat je weggaat (1990) - Heel alleen (1990) - Domino (1990) - Ik wil vannacht bij je slapen (1991) - Geef het op (1991) - Hilda (1991) - Oh ja (1991) - Close Encounters (1991) - Altijd heb ik je lief (1992) - Louise (1992, Engelstalige versie) - Vanavond ga ik uit (1992) - Anna (1992) - Ben je daar vannacht (1992) - Nathalie (1992) - Als je me wil (1992) - Afscheid van een vriend (1992) - Live Like Kings (1993) - Take Me Down (1993) - Worship (1993) - Caroline (1994) - I Live In Memories (1994) - Piece Of Candy (1994) - Laat me nu toch niet alleen (1995) - Voorbij (1995) - Swentibold (1995) - Passie (1995) - Zie me graag (1995) - 1 miljoen vlinders (1995) - Samen (1996) - Nobelprijs (1996) - Je bent niets (1996) - Dat ze de mooiste is (1997) - Kom naar jou (1997) - Door de muur (1997) - Heb ik ooit gezegd (1999) - Niets meer (1999) - Ik, jij, hij of zij (1999) - Altijd meer en meer (1999) - Hoe lang nog? (1999) - Weather With You (2000) - Wil niet dat je weggaat (2000, liveversie) |  | - Onvergetelijke nacht (2001) - Ik geef me over (2001) - En dans (2001) - Brandend avontuur (2002) - Bergen en ravijnen (2002) - Vanbinnen (2004) - Ik denk aan jou (2004) - Hier bij jou (2005) - Ik zie de hemel (2005) - Weg van jou (2006) - Vonken & vuur (2006) - De tegenpartij (2007) - Oogcontact (2007) - Casanova (Wen er maar aan) (2007) - Wat een leven (2008) - Leve België (2009) - Zij aan zij (2009) - Als er ooit iets fout zou gaan (2010) - De juiste vergissing (2010) - Gek op jou (2010) - Vliegtuig (2013) - Kan het niet alleen (2014) - Laatste keer (2014) - Ziel (2014) - Onvoorwaardelijk wij (2014) - Zin om te bewegen (2015) - Droomscenario (2016) - Vogel voor de kat (2016) - Tijd om te leven (2016) - Ik wil je terug (2017, live, uit Liefde voor muziek) - Drums go boom (2017, live, uit Liefde voor muziek) - Helemaal alleen (2017, live, uit Liefde voor muziek) - Langzaam (2017, live, uit Liefde voor muziek) - Alles voor mij (2017, live, uit Liefde voor muziek) - Zijn (2017, live, uit Liefde voor muziek) - Our house (2017, live, uit Liefde voor muziek) - Tijdmachine (2019) - Nog niets gezien (2019) - Heel mijn hart (2019) - Tweesprong (2019) - Wereld die nooit vergaat (2020) - We blijven binnen (2020, met Kommil Foo) - California (2020) - Zuurstof (2020) - Eén keer in een leven (2021) - Stil (2022) - Vage herinnering (2022) - Nu gaat het gebeuren (2022) |